# Хоффман, Кристиан
Кри́стиан Хо́ффман (нем. Christian Hoffmann; род. 22 декабря 1974, Айген, Верхняя Австрия) — австрийский лыжник, выступавший за сборную Австрии в 1994—2009 годах. Участвовал в двух зимних Олимпийских играх, в 1998 году в Нагано выиграл бронзу в гонке на 50 км, в 2002 году в Солт-Лейк-Сити удостоился золотой награды за гонку на 30 км свободным стилем. На том состязании спортсмен финишировал вторым, однако победителя, представлявшего Испанию немца Йохана Мюлегга уличили в применении допинга и дисквалифицировали. Поэтому медаль Хоффман получил только после всех разбирательств в 2004 году.
Кристиан Хоффман является чемпионом мира 1999 года, вместе со сборной на соревнованиях в Рамзау-ам-Дахштайн он выиграл в эстафете 4×10 км. Из личных достижений этого турнира имеет пятое место чемпионата 2001 года в гонке на 50 км. За свою карьеру Хоффман девятнадцать раз получал подиум различных этапов Кубка мира, в его послужном списке одиннадцать третьих мест, шесть вторых и два первых.
В 2002 году вместе с партнёром по команде Михаилом Ботвиновым, обвинялся в использовании допинга, но 9 апреля был оправдан Международным олимпийским комитетом. Любит играть в гольф и дартс.
В 2009 году объявил о завершении карьеры. В декабре 2011 года был дисквалифицирован на 6 лет за то, что в период с 2003 по 2006 год с помощью кровяной центрифуги нарушал антидопинговые правила, в чём ему помогала одна из венских лабораторий.